# Pterocephalus arabicus
Pterocephalus arabicus är en tvåhjärtbladig växtart som beskrevs av Pierre Edmond Boissier. Pterocephalus arabicus ingår i släktet Pterocephalus och familjen Dipsacaceae. Inga underarter finns listade i Catalogue of Life.